# Tom Van Flandern
Tom Van Flandern, född 26 juni 1940 i Cleveland, Ohio, död 9 januari 2009  i Seattle, var en amerikansk astronom, som specialiserat sig på celest mekanik. 
Han tog en PhD i fysik från Yale University och arbetade vid United States Naval Observatory under 20 år.
Van Flandern är mest känd för sina påståenden om att vissa strukturer på Mars yta är "ansikten" artificiellt ristade av utomjordingar. Dessutom utmanar han några moderna teorier om fysik och försvarar vad han kallar "djupa verklighetens fysik" (deep reality physics), som kännetecknas av förekomsten av fri energi i betydelsen "tillgänglig utan begränsning", och möjligheten till förflyttning i överljushastighet. Dessutom tillskriver han gravitation en mycket högre hastighet än ljusets.  Hans bok utmanar också förekomsten av mörk materia och artiklar som behandlar solsystemets uppkomst. Han underhöll en webbplats för dessa frågor.
Van Flandern förfäktade Georges-Louis Le Sages diskrediterade gravitationsteori. 
Van Flandern har också fått en småplanet, 52266 Van Flandern, uppkallad efter sig.